# Església dels Sants Reis
|  | Per a altres significats, vegeu «Església dels Sants Reis (Castellnou)». |

L'Església dels Sants Reis és un església parroquial catòlica al número 998 del Carrer Major d'Albalat dels Sorells. És un bé de rellevància local amb identificador número 46.13.009-001.

## Història

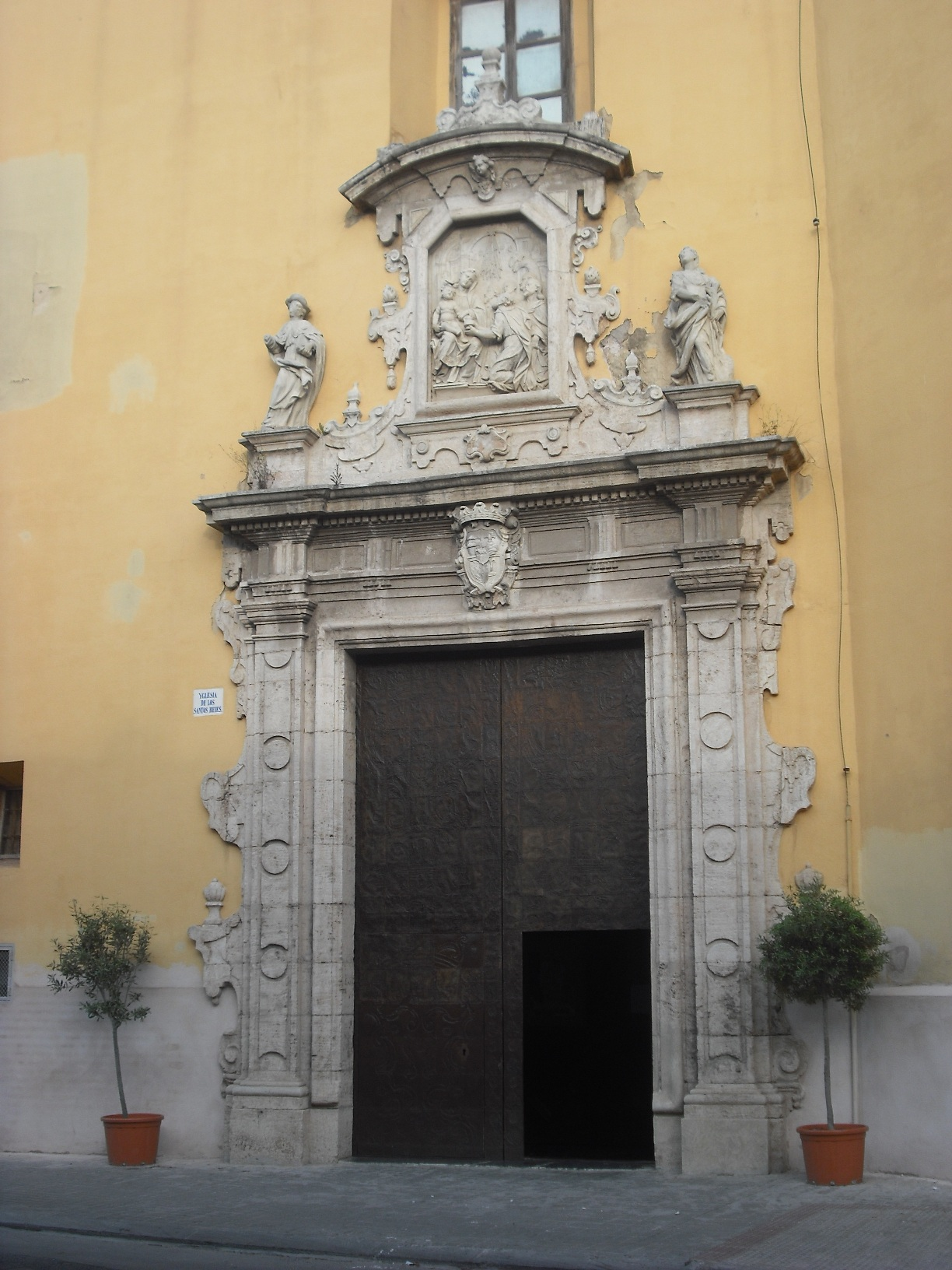
Portada, amb l'escut senyorial

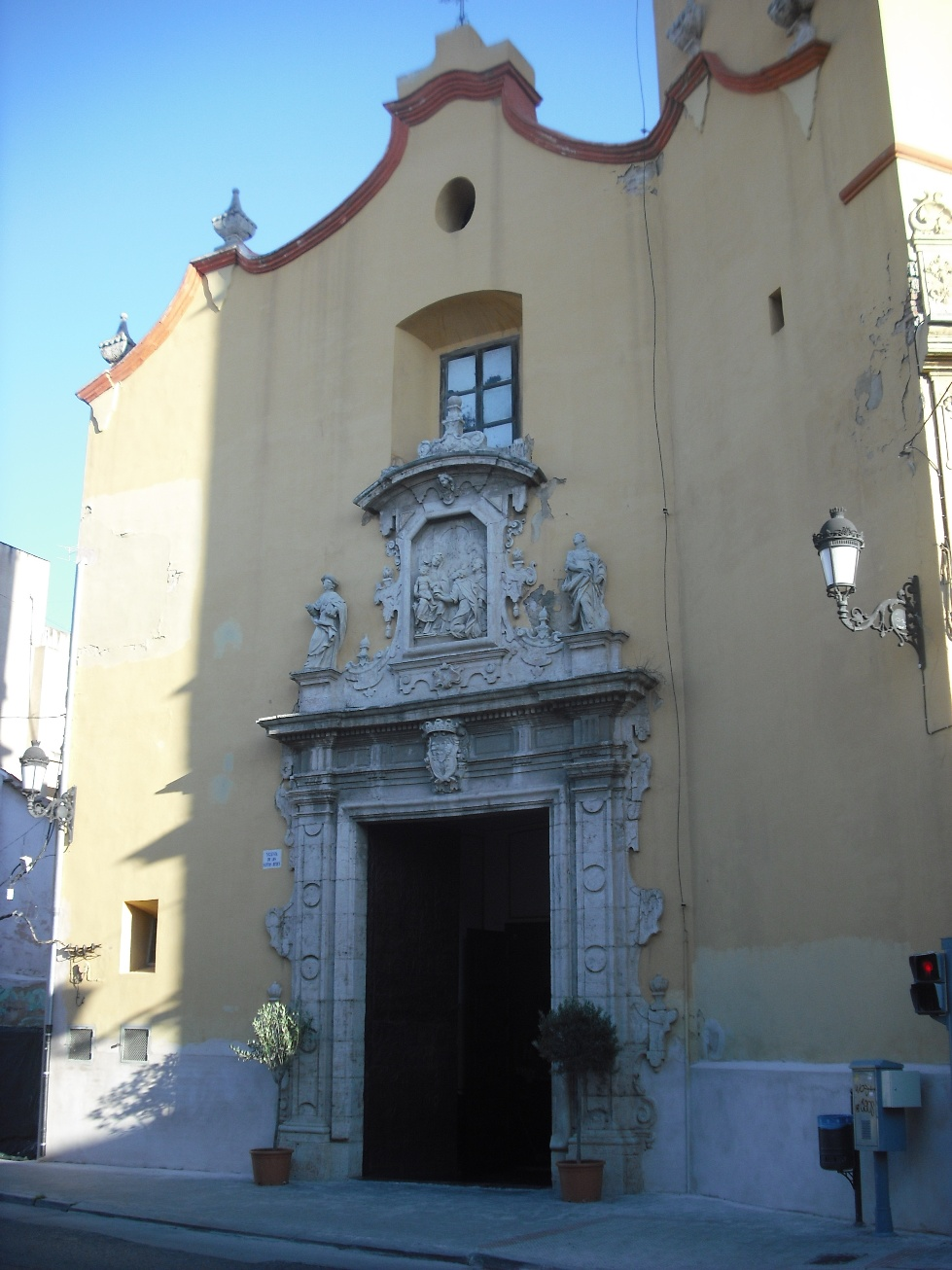
Façana

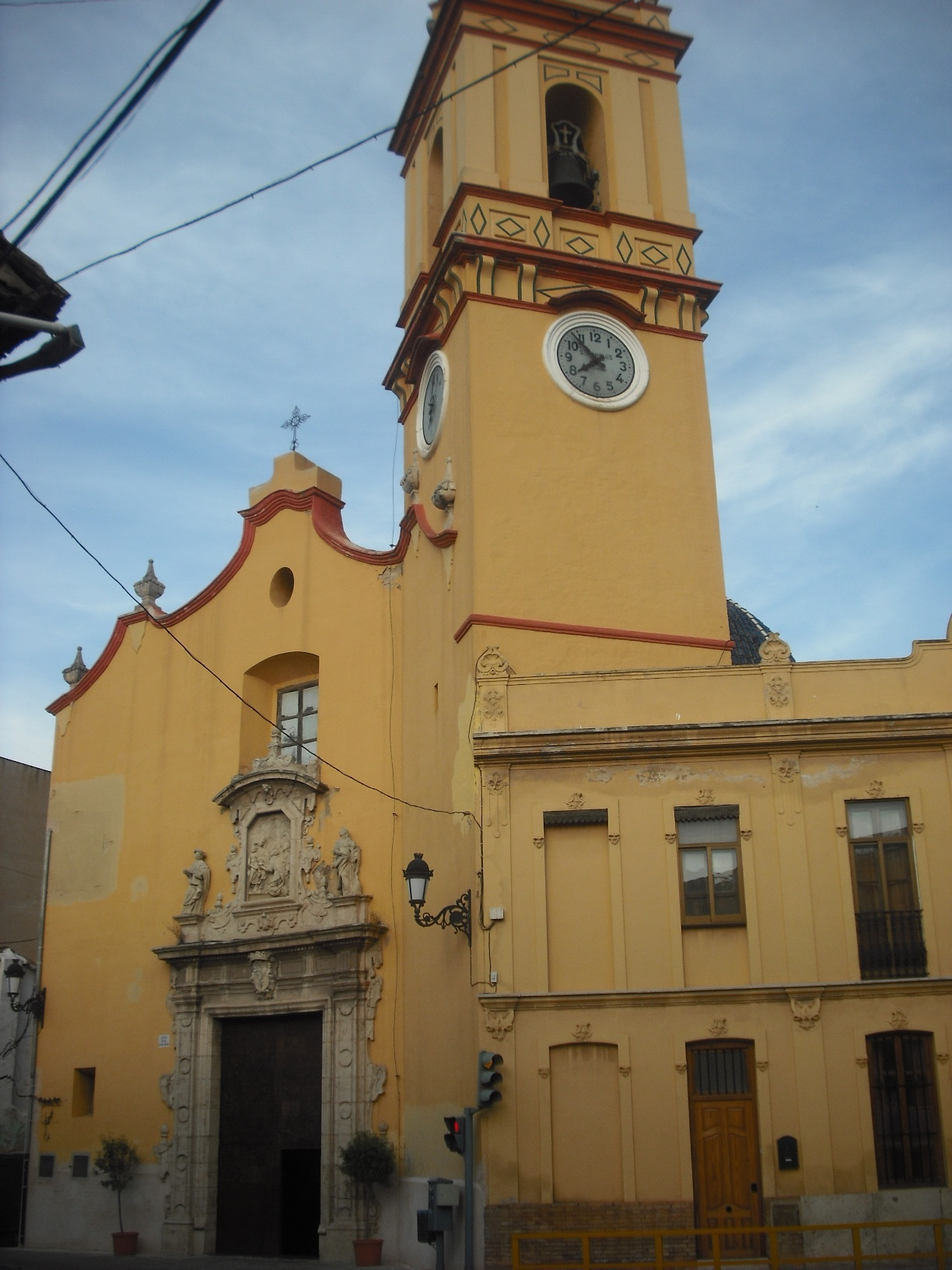
Campanar: s'observa l'obliqüitat respecte a l'eix del temple

La parròquia es va erigir el 5 de juny de 1454, inicialment dedicada a Sant Jaume Apòstol. L'edifici es va construir al segle xviii, si bé una datació precisa és difícil en haver-se perdut els arxius durant la Guerra Civil. La portada i la cúpula són els elements que permeten datar l'edifici. Les obres es van realitzar amb el patrocini del comte d'Albalat, que va posar el seu escut d'armes en la portada, en les petxines de la cúpula i en el frontó de l'antic retaule major. L'escut al VI comte, José Torán i Sorell, qui va entrar en possessió del comtat en 1726. Per la seua banda, la decoració pictòrica de les finestres de la cúpula guarda una extraordinària semblança amb les de la volta de la Basílica de la Mare de Déu dels Desemparats de València. Per tot això, i suposant que fos el seu autor un deixeble d'Antonio Palomino, podria situar-se la construcció de l'església entre el segon terç del segle xviii.
El patronat de la parròquia, per concessió pontifícia, va pertànyer al senyor jurisdiccional des de la seua creació fins a la Guerra Civil Espanyola, i va ser exercit pel comte d'Albalat. La construcció del temple actual va ser decidida per la parròquia i el consell municipal en 1731, aprofitant i ampliant l'estructura del temple anterior.
A principis del segle xx, es va dur a terme una intervenció a l'interior de l'edifici, alterant-se alguns elements de la decoració barroca, substituïts per estucats segons l'estil de l'època de la restauració, al mateix temps que es van daurar les motllures amb or fi.
La Guerra Civil va causar deterioraments, reparats en la Postguerra. L'any 1985 va tornar a efectuar-se una restauració de la nau del temple, mantenint-se l'ordre decoratiu anterior. En 1990 es van estendre les restauracions a façana i campanar. Les obres de restauració van prosseguir en els inicis del segle xxi.

## Arquitectura
L'església era barroca a l'origen, si bé sols la portada i la decoració interior de cúpula i petxines mantenen aquest estil. Posteriorment, en la nau es va adoptar el neoclassicisme, encara que amb motius rococós en els medallons sobre els arcs d'accés a les capelles i altres reminiscències barroques.
La planta de l'edifici respon a l'anomenat model jesuític, d'una sola nau, amb creuer i quatre capelles laterals en cada costat, allotjades entre els contraforts i comunicades per arcs oberts en aquests.
La portada és de pedra, presidida per un alt relleu de terracota que representa l'Adoració dels Reis Mags, titulars del temple. El relleu està flanquejat per dues estàtues dels sants patrons de la població, Sant Jaume Apòstol i Santa Quitèria. El fris és d'ordre dòric, i descansa sobre pilastres decorades amb cercles. La presència del blasó del comte assenyala el seu patronatge sobre la parròquia. Més amunt es troba una finestra de llinda que dona llum a l'interior. La façana està coronada per una creu metàl·lica i quatre pinacles complimentats.
El campanar és d'estil neoclàssic. Es troba a la dreta de la façana i es disposa en sentit oblic a l'eix de la nau.
La cúpula és de teula blava mojarra, alternada amb blanca. Descansa sobre un tambor octogonal. El seu interior, pintat en el temple, simula una balustrada sobre la qual s'obren vuit finestres (quatre reals i quatre imaginàries), decorades amb gran riquesa. El sector alt de la cúpula, centrat per una suposada llanterna, és de composició més sòbria. Del mateix autor i època han de ser les petxines, que es repeteix l'escut senyorial sostingut per àngels.